# Nến

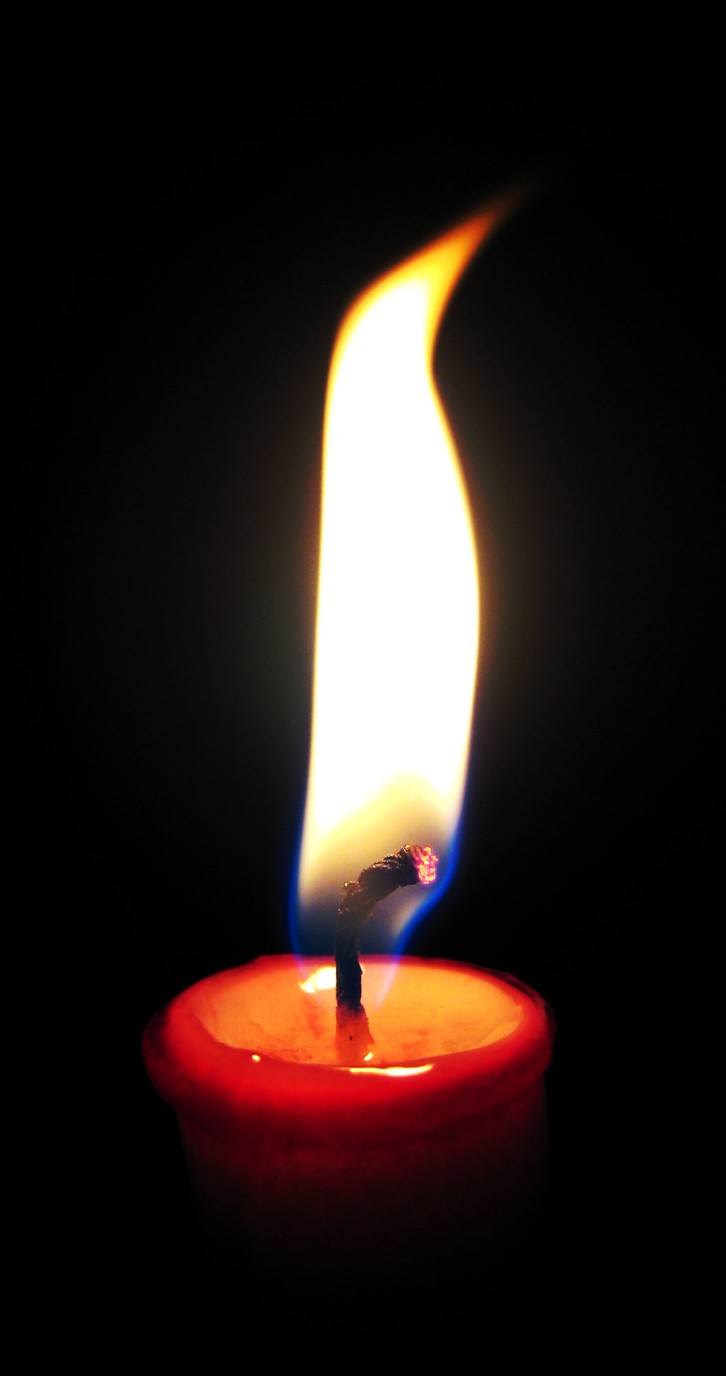
Nến đang cháy

Nến (còn gọi là đèn cầy) là một khối nhiên liệu (thường là sáp paraffin) ở thể rắn bao quanh một sợi bấc nến. Sợi bấc được thắp lên để cung cấp ánh sáng và đôi khi để cung cấp nhiệt năng.
Ngày nay, phần lớn nến được làm từ parafin. Nến cũng có thể được làm từ sáp ong, đậu tương và một số loại sáp thực vật, và mỡ động vật (một sản phẩm phụ của sự kết xuất chất béo thịt bò). Chất keo (gel) nến được làm từ hỗn hợp của parafin và chất dẻo. Nhiều dụng cụ khác nhau đã được sáng chế để giữ nến, từ những cái đế giữ nến đơn giản đặt trên mặt bàn, tới những cái chúc đài treo (bộ giàn đế nến treo có nhiều ngọn) phức tạp.
Nhiệt năng của diêm thường được dùng để thắp sáng nến, nó làm nóng chảy và bốc hơi một lượng nhỏ nhiên liệu (sáp). Mỗi lần bốc hơi, nhiên liệu kết hợp với oxy trong không khí hình thành một ngọn lửa. Ngọn lửa này cung cấp đủ nhiệt năng để giữ sự cháy của nến qua một chuỗi các quá trình của sự tự duy trì: nhiệt năng của ngọn lửa làm nóng chảy phần đỉnh của một khối lượng lớn nhiên liệu ở thể rắn, phần nhiên liệu bị hóa lỏng khi đó di chuyển ngược lên trên bằng sợi bấc bởi hiện tượng mao dẫn, và phần nhiên liệu bị hóa lỏng sẽ bị bay hơi để cháy bên trong ngọn lửa của nến.
Sự đốt cháy của nhiên liệu ở những vùng khác nhau được thể hiện rõ ràng bởi những màu sắc khác nhau có thể được nhìn thấy bên trong ngọn lửa của nến. Ở trong những vùng có màu xanh hơn, Hydro đang bị tách ra khỏi nhiên liệu và bị đốt cháy để hình thành hơi nước. Vùng sáng chói hơn - phần màu vàng của ngọn lửa là phần cacbon còn dư lại đang bị oxy hóa để tạo thành cacbon đioxyt
Do phần lớn nhiên liệu ở thể rắn bị nóng chảy và tiêu hao, nến dần ngắn lại. Những phần của sợi bấc mà không phải là sự tỏa ra của phần nhiên liệu bị bay hơi thì sẽ bị tiêu hao trong ngọn lửa. Sự thiêu trong ngọn lửa của bấc làm giới hạn chiều dài phần bị phơi ra của bấc, do đó mà duy trì một nhiệt độ và tỷ lệ tiêu hao nhiên liệu bất biến, không thay đổi. Một vài loại bấc yêu cầu việc cắt ngắn định kỳ bằng kéo (hoặc một thiết bị cắt bấc chuyên dụng), thường là khoảng một phần tư inch (~0,7 cm), nhằm đẩy mạnh việc làm chậm lại, giữ đều đặn sự đốt cháy, và cũng để tránh sự tỏa khói. Vào những thời gian đầu, sợi bấc cần được cắt hoàn toàn một cách thường xuyên, và những cái "kéo dành cho nến" đặc biệt, còn được gọi là kéo cắt hoa đèn (snuffers) cho đến thế kỉ 20, đã được sản xuất cho mục đích này. Nó thường được kết hợp với một cái chụp nến để dập tắt nến. Tuy nhiên, ngày nay, sợi bấc đã được dựng sao cho nó uốn cong khi nó cháy, để cho phần cuối của sợi bấc nhô ra vùng nóng của ngọn lửa và bị tiêu hao bởi lửa, đó là một sợi bấc tự cắt ngắn.

## Đặc điểm kỹ thuật
Một cây nến hiện đại đốt cháy thông thường ở một mức khoảng 0,1g/min, giải phóng nhiệt năng khoảng 77W, cộng hoặc trừ trong khoảng 9 W. Lượng ánh sáng tạo ra khoảng 13 lumens. Hiệu quả phát sáng khoảng 0,17 lumens/W (Hiệu quả phát sáng của một nguồn), thấp hơn 100 lần so với bóng đèn nóng sáng. Nhiệt độ màu gần 1000K.
Phần nóng nhất của ngọn lửa ở ngay trên phần lửa xanh mờ tới phía bên của ngọn lửa, tại phần đáy (khoảng 1/3 ngọn lửa). Tại điểm này, ngọn lửa khoảng 1400 °C. Tuy nhiên, cần lưu ý rằng phần này của ngọn lửa rất nhỏ và giải phóng lượng nhỏ năng lượng nhiệt. Màu xanh lam là do sự phát quang hóa học, trong khi màu vàng thấy được là do sự truyền mang tính phát xạ từ những hạt bụi than nóng. Những hạt bụi than được hình thành qua một loạt những phản ứng hóa học phức tạp, bắt đầu từ các phân tử nhiên liệu qua sự gia tăng phân tử, đến sự hình thành các hợp chất dạng vòng đa cabon (multi-cacbon ring). Ngọn lửa có cấu trúc nhiệt phức tạp, hàng trăm độ trên một khoảng cách rất ngắn dẫn đến những thang nhiệt độ cực kì đổ dốc. Trung bình, nhiệt độ ngọn lửa khoảng 1000 °C. 
Tần số chớp nháy của ngọn lửa tỉ lệ với căn bậc hai của thương số của gia tốc do trọng lực và đường kính của nến. Một cây nến trên mặt trăng sẽ chớp nháy tại một tần số khác hơn trên Trái Đất và sẽ hoàn toàn không thể chớp nháy trong môi trường thiếu lực hút  (Mặc dù không trọng lực thì không có sự đối lưu cho nên sự thông gió sẽ được yêu cầu để ngăn chặn nến khỏi việc hết oxy và bị dập tắt).
Hiện nay có rất nhiều các loại nến và màu sắc khác nhau. Hay gọi cách khác là nến nghệ thuật, có rất nhiều hình dạng. Không còn theo nguyên tắc như trên nữa. Có một yếu tố giữ vững: bấc luôn được đặt ở chính giữa, dù ở hình dạng nào. Yếu tố này là không thay đổi.
Thậm chí còn có loại nến thơm là sáp paraffin trộn với dầu thơm để có thể cho thêm mùi hương. Nến thơm sản xuất để tạo ra một bầu không khí dễ chịu và làm dịu tâm trí của con người.